# Rathowen
Rathowen is een plaats in het Ierse graafschap County Westmeath.